# Dino Manelli
Dino Manelli es un personaje ficticio que aparece en los cómics estadounidenses publicados por Marvel Comics.

## Biografía del personaje ficticio
Antes de la guerra, Dino Manelli era un actor carismático que hablaba alemán e italiano con fluidez. Manelli fue miembro de los Comandos Aulladores originales y luchó junto al equipo durante la Segunda Guerra Mundial. Eric Koenig lo reemplazó brevemente cuando lo enviaron a una misión especial, que estaba ayudando a organizar otro equipo conocido como la Docena Mortal. Más tarde regresó a los Aulladores pero estuvo brevemente fuera de servicio cuando fue herido. Después de la guerra, continuó actuando y cuando se une a los Aulladores para una asignación única durante la Guerra de Vietnam tiene su propio programa de televisión (como lo hizo Dean Martin en ese momento). Más tarde ayudó a S.H.I.E.L.D. después del asunto Deltite.

## Otros medios

### Televisión
- Dino Manelli aparece en el episodio de The Avengers: Earth's Mightiest Heroes, "Meet Captain America". Es visto como un miembro de los Comandos Aulladores. Su fantasma se le aparece al Capitán América en Hel cuando Rogers está varado allí.

### Videojuegos
- En Marvel: Ultimate Alliance, el hijo de Dino Manelli hace un cameo rápido. Dino Manelli Jr. (expresado por Dave Wittenberg) es rescatado por el equipo del jugador en el Helicarrier y en su diario habla de su tiempo en S.H.I.E.L.D.. Más tarde aparece en el nivel Base Omega, donde requiere que el equipo del jugador use un arma antiaérea en un helicóptero para poder abrir una puerta. También tiene una conversación especial con Deadpool (quien insulta a Dino por ser estúpido y le pide dinero a cambio de rescatarlo).